# Eresia leucophaeoides
Eresia leucophaeoides är en fjärilsart som beskrevs av Hall 1929. Eresia leucophaeoides ingår i släktet Eresia och familjen praktfjärilar. Inga underarter finns listade i Catalogue of Life.